# ジョージ・マハリス
ジョージ・マハリス（George Maharis、1928年9月1日 - 2023年5月24日）は、アメリカ合衆国の俳優、歌手。ニューヨーク州出身。

## 略歴
ギリシア移民の7人兄弟の一人として生まれたマハリスは、1960年から放映されたテレビシリーズ『ルート66』の主演俳優として一躍人気俳優となった。その後は『サタンバグ』、『真昼の衝動』、『マジック・クエスト 魔界の剣』といった映画にも出演するが成功せず、幾つかのテレビ映画(『ジグザグ』主演)や『ジェシカおばさんの事件簿』、『スパイ大作戦』、『華麗な探偵ピート&マック』などのテレビシリーズにゲスト出演した。
1993年『ドッペルゲンガー 憎悪の化身』に出演したのを最後に芸能界を引退した。
マハリスは歌手としても知られ、12枚のシングル盤と7枚のアルバムを発表し、ラスベガスのショールームで定期的に公演を行った。『今夜教えて』、『ルート66』などのヒット曲を持ち、1962年にはキャッシュ・ボックス誌の最優秀新人歌手に輝いた。
1973年、ヒュー・ヘフナーが創刊した『PLAYGIRL』誌でオールヌードを披露し話題を呼んだ。
1967年と1974年、男性相手の猥褻罪のかどで逮捕されたことがある。
2023年5月24日、ビバリーヒルズの自宅で死去、享年94。

## 音楽

### シングル
| 発売日 | 規格品番 | 面                            | タイトル                           |
| ------ | -------- | ----------------------------- | ---------------------------------- |
|        | NS-85    | A                             | ルート66 Route 66                  |
| B      | NS-85    | 責めないで Don't, Fence Me In |                                    |
|        | LL-533   | A                             | 嘘は罪 It's A Sin To Tell A Lie    |
| B      | LL-533   | ムーン・リヴァー Moon River   |                                    |
|        | LL-6004  | A                             | ブロークン・ハート When Can You Go |
| B      | LL-6004  | キス・ミー Kiss Me            |                                    |

### アルバム
- ジョージ・マハリス・ハイライト（日本コロムビア、ZL-6503）
- ジョージ・マハリスと夜を楽しく（PS-1181）